# Verdún (Beirut)
Verdún Es una calle comercial y residencial de lujo en Beirut, la capital del país asiático de Líbano. La calle, que es un centro comercial (llamado Verdun shopping center) y una atracción turística importante, fue llamada así en honor a la Batalla de Verdún durante la Primera Guerra Mundial. Sin embargo, "Verdun" sigue siendo el nombre No oficial de la calle. Ya que oficialmente recibe el nombre de Rachid Karami, en honor del fallecido primer ministro del Líbano, asesinado durante la guerra civil libanesa.